# 三中心两电子键

乙硼烷的結構，其中間的兩個氫原子錯動形成三中心二電子鍵

三中心两电子键，又写作3c-2e，是一种缺电子化学键，其中三个原子只靠两个电子成键。三个原子轨道重组后生成三个分子轨道：一个成键轨道、一个非键轨道和一个反键轨道，两个电子进入成键轨道中。这种键型中的成键轨道通常有向三个原子中的两个原子偏向的趋势，而不是均匀分布在其中。以3D图像表现时，三中心两电子键形状类似香蕉，因此也被称为香蕉键。
最簡單的例子是三氫陽離子，其鍵能只有4.5eV，故廣泛存在於星際介質中。
很多硼化合物中都涉及3c-2e，例如乙硼烷B2H6。由于其单体甲硼烷BH3的中心硼原子只有六个价电子，属于缺电子化合物，因此为了达到八隅体，乙硼烷中含有两个三中心两电子的B-H-B键，这两个3c-2e键分布在其他六个原子所形成的平面上下。参见：乙硼烷#结构。
三甲基铝Al(CH3)3中也含有3c-2e键，其分子中一个甲基的碳原子为桥连。有时超共轭也可看作是不对称三中心两电子键的一种类型。
碳正离子重排涉及三中心的过渡态。由于过渡态与碳正离子能量相当，因此这个重排反应几乎不需要活化能，速率很快。
非经典碳正离子中碳的正电荷不只定域在一个原子上，含有三中心两电子键，碳的配位数也因此从3增大到4或5。一个例子是降冰片基正离子。